# Schanna Trofimowna Prochorenko
Schanna Trofymiwna Prochorenko (russisch Жанна Трофимовна Прохоренко; ukrainisch Жанна Трофимівна Прохоренко; * 11. Mai 1940 in Poltawa, Ukrainische SSR, Sowjetunion; † 1. August 2011 in Moskau, Russland) war eine sowjetische und russische Schauspielerin. Sie spielte in etwa 50 sowjetischen Spielfilmen mit, darunter in Ballade vom Soldaten und Der rote Schneeballstrauch.

## Leben und Werk
Als Studentin des Moskauer Künstlertheaters wurde Prochorenko von dem Filmregisseur Grigori Tschuchrai für dessen Kriegsepos Die Ballade vom Soldaten entdeckt. Tschuchrai wählte die damals 17-Jährige anhand einer Fotografie aus und besetzte sie für die Rolle der bescheidenen und ängstlichen Schura, die sie später international bekannt werden ließ. Die Produktion wurde 1960 bei den Internationalen Filmfestspielen von Cannes ausgezeichnet und für einen Oscar nominiert.
Nach diesem Erfolg wechselte sie an die Filmhochschule WGIK und studierte bis 1964 unter Sergei Gerassimow und Tamara Makarowa. Nach den ersten Erfolgen stagnierte ihre Filmkarriere zunehmend; sie wurde vielfach auf die Rolle des einfachen, verträumten Mädchens festgelegt und konnte sich nur schwer von ihrem Image lösen. Dennoch reifte Prochorenko mit zunehmender Schauspielerfahrung zu einer Charakterdarstellerin des sowjetischen Films; mehrfach in Verfilmungen von russischen Literaturklassikern besetzt.
1988 wurde Schanna Prochorenko als Volkskünstlerin der RSFSR geehrt.

## Filmografie (Auswahl)
- 1959: Die Ballade vom Soldaten (Баллада о солдате)
- 1961: Und wenn das Liebe ist? (А если это любовь?)
- 1965: Wer heiratet wen? (Женитьба Бальзаминова)
- 1971: Anthrazit (Антрацит)
- 1972: Amboss oder Hammer sein (Наковальня или молот)
- 1973: Der sibirische Großvater (Сибирский дед)
- 1974: Kalina Krassnaja – Roter Holunder (Калина красная)
- 1975: Höhenangst (Страх высоты)
- 1976: Von Morgen – Bis zum Abendrot (От зари до зари)
- 1976: Nahe Ferne (Близкая даль)
- 1977: Neue (Приезжая)
- 1982: Wir waren Nachbarn (Мы жили по соседству)

## Auszeichnungen
- 1988: Volkskünstlerin der Russischen SFSR (Народная артистка РСФСР)
- Medaille „Für heldenmütige Arbeit“